# Cargolet rogenc
El cargolet rogenc (Cinnycerthia unirufa) és una espècie d'ocell de la família dels troglodítids (Troglodytidae).).

## Hàbitat i distribució
Viu al sotabosc de la selva humida i zones arbustives de les muntanyes del nord de Colòmbia, nord-oest de Veneçuela i nord-oest, est de l'Equador i nord-oest del Perú.